# 4070 Розов
4070 Розов (4070 Rozov) — астероїд головного поясу, відкритий 8 вересня 1980 року.
Тіссеранів параметр щодо Юпітера — 3,606.